# Joaquim de Oliveira Brasil
 Joaquim de Oliveira Brasil  (Ilha Terceira, Açores, Portugal, — Lisboa, Portugal) foi um teólogo português, bacharel formado em teologia em 1862.

## Biografia
Foi director da extinta escola normal de Angra do Heroísmo. Estabeleceu em Angra um colégio de instrução primária e secundária denominado Instituto Angrense, de que foi director e professor.